# Hatchiana abei
Hatchiana abei is een keversoort uit de familie soldaatjes (Cantharidae). De wetenschappelijke naam van de soort werd in 1982 gepubliceerd door Takehiko Nakane & Makino in Makino & Nakane.